# Communications in Mathematical Sciences
Communications in Mathematical Sciences is een internationaal, aan collegiale toetsing onderworpen wetenschappelijk tijdschrift op het gebied van de toegepaste wiskunde.
De naam wordt in literatuurverwijzingen meestal afgekort tot Comm. Math. Sci.
Het wordt uitgegeven door International Press en verschijnt 4 keer per jaar.
Het eerste nummer verscheen in 2003.